# Гурская, Нонна Васильевна
Нонна Васильевна Гурская урождённая Рудницкая (22 июня 1932, Ромны — 6 июня 2012, Житомир) — украинская и советская актриса

, народная артистка Украинской ССР (1974).

## Биография
В 1955 году окончила Киевский театральный институт им. Карпенко-Карого.
Работала в Винницком (1956), Киевском театре «Комедии и водевиля» (1957—1958), с 1971 по 1981 — в Ровенском, в 1958—1965 года — Херсонском, в 1965—1971 годах — в Черниговском и Луцком музыкально-драматических театрах (1981).
В 1993—2000 год — в Житомирском музыкально-драматическом театре.
Тонко ощущала стиль автора и эпохи. Ей была присуще точное построение образа, наполнение его одухотворённости, душевности и внутренней правда.
Выступала на лучших сценах Молдавии, Польши, Чехословакии, Болгарии.
Жена народного артиста УССР Анатолия Гурского.

## Избранные театральные роли
- Марина («Марина» М. Зарудного)
- Дженни («Дженни Герхард» по Драйзеру (за 12 лет сыграла эту роль более 800 раз)
- Диана — «Собака на сене» Лопе де Вега
- Жервеза — «Ловушка» Э. Золя, отмечена дипломом 1 степени на смотре лучших спектаклей на Украине
- Кручинина — «Без вины виноватые» А. Островского
- Мария («Мария Тюдор» В.Гюго
- Маруся («Маруся Богуславка» М. Старицкого
- леди Мильфорд («Коварство и любовь» Ф. Шиллера
- Наташа («Суета» И. Карпенко-Карого
- Панова(«Любовь Яровая» К. Тренёва
- Сваха («Женитьба» Н. Гоголя
- Татьяна («У неділю рано зілля копала» по А. Кобылянской
- Толгонай («Материнское поле» Ч. Айтматова), отмечена дипломом 2 степени на смотре театральных представлений о Великой Отечественной войне
- «Украденное счастье»
- «Титаривна»
- «Наливайко».

Занесена в книгу почёта выдающихся земляков города Ромны.